# PDF/E
ISO 24517-1:2008 est une norme internationale ISO publiée le 1er juin 2008 et confirmée le 7 octobre 2011. Elle définit notamment le format de fichier informatique nommé PDF/E (PDF/Engineering).

## Description
L'intitulé de la norme est « Gestion de documents -- Format de documents d'ingénierie utilisant le PDF -- Partie 1: Utilisation du PDF 1.6 (PDF/E-1) » : elle vise à définir un format de fichier - PDF/E - dédié à l'échange de documents d'ingénierie basé sur le format PDF (pour plus de détails voir ).
Cette norme vise également à spécifier l'utilisation correcte de PDF pour l'affichage et l'impression de documents d'ingénierie. Enfin, elle a vocation à favoriser l'échange de documents et la collaboration dans le cadre des workflows des projets d'ingénierie, autant au sein des entreprises qu'avec des partenaires, des fournisseurs, des clients, des organisations gouvernementales ou encore des citoyens.

## Évolutions
Étant basée sur PDF 1.6, cette norme n'est pas encore liée à l'ISO 32000-1 (PDF 1.7).
Sa révision a été initiée en 2013 et un projet de norme internationale (DIS) a été publié par l'ISO le 23 novembre 2013.
Cela devait aboutir au format PDF/E-2, dont l'un des objectifs était justement de baser PDF/E sur l'ISO 32000-1.
Néanmoins, en janvier 2017 un nouveau projet de norme a été publié par l'ISO (DIS 2.2), dont l'objectif est maintenant de baser PDF/E sur l'ISO 32000-2 (« Utilisation de l'ISO 32000-2 incluant le support pour une conservation à long terme ») : il annonce l'arrivée de PDF/E-2, qui sera donc basé sur PDF 2.0.
A noter : PDF/E-2 introduit deux nouveaux niveaux de conformité.
- PDF/E-2s (Secured document, « document sécurisé »), permettant le chiffrement, par ailleurs interdit dans PDF/E-2 pour permettre l'archivage correct.
- PDF/E-2r (Restricted attachments, « pièces jointes interdites »), qui fait, entre autres, référence à l'ISO 19005 (PDF/A-1 et PDF/A-2) quant aux pièces jointes autorisées.